# Pelagio Galvani
Pelagio Galvani, o Pelagio d'Albano (altri nomi, oltre all'originale in portoghese Paio Galvão, sono Pelayo Gaytan, Pelagio di Santa Lucia, Pelagius Albanensis; Guimarães, 1165 circa – Montecassino, 30 gennaio 1230), è stato un benedettino portoghese o leonese, cardinale e dottore in diritto canonico. Fu nominato nel 1219 legato pontificio e guida religiosa della Quinta crociata, ma la sua intransigenza e il suo fanatismo ideologico furono le principali cause del fallimento della spedizione.

## Biografia
Entra nell'Ordine benedettino nel 1178 e studia teologia a Parigi. Il papa Innocenzo III lo nomina cardinale-diacono di Santa Lucia in Septisolio nel 1206 (o nel 1207). Più tardi opta per il titolo di cardinale-prete di Santa Cecilia (1210) e infine diviene cardinale-vescovo della Sede suburbicaria di Albano nel 1212.
Nel 1213, Innocenzo III lo incarica di una missione diplomatica a Costantinopoli, in vista della riconciliazione tra Chiesa bizantina e Chiesa romana. Ma l'orgoglio, il fanatismo e l'intransigenza di Pelagio fa fallire questa missione, così come il progetto di Innocenzo III di riunificare la Cristianità per fronteggiare l'Islam. In tale occasione, lo storico bizantino Giorgio Acropolita lo descrive come «duro di carattere, fastoso, insolente», come una persona che si presenta «come investito di ogni prerogativa del potere papale, vestito di rosso dalla testa ai piedi, fino alla copertura e alle briglie del suo cavallo, mostrando una severità insopportabile verso i Bizantini, imprigionando i monaci greci, incatenando i preti ortodossi, chiudendo le chiese… »

### La quinta crociata

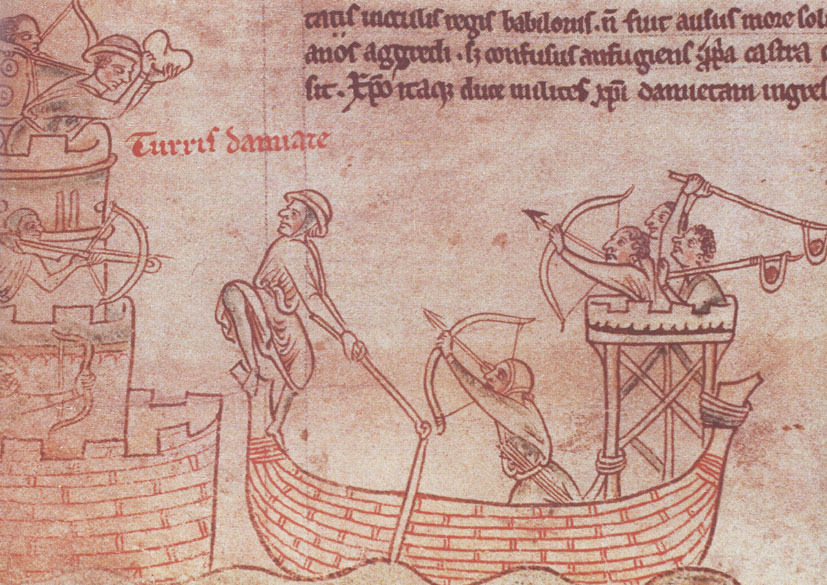
Assedio di Damietta (1218-19)

Nel 1218, il papa Onorio III gli affida la direzione religiosa della Quinta crociata, destinata ad assediare Damietta, in Egitto. Egli vi sbarca alla fine del mese di settembre 1218, poco dopo che i Crociati erano riusciti a prendere la torre che controllava l'accesso al Nilo, permettendo ai navigli crociati di pattugliare le acque del braccio orientale del fiume. Pelagio pretende immediatamente di assumere la direzione della Crociata, sostenuto in ciò dai Crociati italiani, ed entra in urto con Giovanni di Brienne, re di Gerusalemme, che è appoggiato dai baroni di Siria e dai crociati francesi.
al-Malik al-Kamil, il sultano ayyubide d'Egitto, si trova in una posizione delicata, dal momento che uno dei suoi vassalli, alleato a uno dei fratelli del sultano, tenta di rovesciarlo dal trono e, per avere le mani libere, propone a due riprese lo scambio degli antichi territori del regno di Gerusalemme, eccezion fatta per l'Oltregiordano, per la partenza dei Franchi (Ifranj) dall'Egitto: scambio che sarebbe in realtà l'obiettivo che si proponeva la Quinta Crociata. Ma, in modo del tutto insipiente, Pelagio respinge con sdegno tali offerte di pace.
La guarnigione di Damietta, indebolita dalla dissenteria e da altre epidemie, oppone una resistenza sempre più debole agli assalti crociati, i mangani degli Ospitalieri martellano le mura e la città viene conquistata il 5 novembre 1219. La lotta apre gravi contrasti anche tra le file crociate per il controllo della città. Il 21 dicembre 1219, gli Italiani tentano di cacciare i Francesi da Damietta. Il 6 gennaio 1220, questi si prendono la loro rivincita e cacciano a loro volta gli Italiani. Una tregua è accettata da ambo le parti il 2 febbraio 1220 ma i contendenti non si mettono d'accordo su chi debba controllare la città. Gli Italiani sperano di stabilirvi una colonia che permetterà loro di compiervi lucrosi commerci, mentre i Francesi sperano di scambiarla con Gerusalemme e quanto perduto nel 1187 delle terre crociate. Un quartiere di Damietta è assegnato a Giovanni di Brienne, ma Pelagio decide di scomunicare i cristiani che vi si dovessero stabilire. Capendo bene che non potrà lucrare alcun vantaggio, Giovanni di Brienne abbandona la Crociata, lasciandone la direzione completa a Pelagio.
Quest'ultimo impose allora una vera tirannia sui Crociati e su Damietta. Rapidamente, pone l'embargo sui navigli, poi proibisce ai Crociati che lasciano la città di portar via qualsiasi cosa, persino gli effetti personali, poi vieta loro ogni partenza senza la sua autorizzazione. Le navi sono lasciate nell'abbandono e gli Egiziani ayyubidi ne approfittano per far costruire e armare dieci galee. Spie informano Pelagio che trascura l'avvertimento ricevuto, lasciando ai musulmani il dominio del mare, consentendo loro di colare a picco numerose navi cristiane tra il delta del Nilo e Cipro. Inizialmente ostile all'azione che Francesco d'Assisi spera d'intraprendere presso il sultano ayyubide al-Malik al-Kamil, Pelagio finisce per autorizzarla a malincuore e a seguito di forti pressioni. Rifiuta ancora una nuova offerta di scambio di città, avanzata dal sultano egiziano, sperando nell'arrivo dell'esercito dell'Imperatore Federico II di Svevia.
Nel maggio del 1221, arriva solo un magro contingente, condotto dal duca Ludovico I di Baviera e il Gran maestro dell'Ordine teutonico Ermanno di Salza. Pelagio decide di partire all'offensiva e chiama Giovanni di Brienne, che non ha altra scelta che non sia quella di partecipare alla spedizione per evitare che gli sia attribuita la responsabilità dell'eventuale fallimento dell'impresa. L'esercito lascia Damietta il 7 luglio e si presenta sotto al-Manṣūra il 24 luglio, dopo qualche scaramuccia con le avanguardie musulmane che arretrano, attuando la tattica della terra bruciata. La crescita del Nilo stava cominciando e i musulmani rompono argini e dighe, inondando la pianura e isolando gli impantanati Crociati su una stretta striscia di terra. Pelagio, contando su una rapida conquista di al-Manṣūra, aveva trascurato di far portare viveri sufficienti e la ritirata è impedita dalle galee musulmane che controllano il Nilo. I Crociati non possono far altro che arrendersi e negoziare la loro stessa libertà in cambio della cessione di Damietta.

### La fine a Montecassino
Tornato a Roma, Pelagio diventa Decano del Sacro Collegio il 19 marzo 1227, con l'elezione di Ugolino Conti, che diventa papa col nome di Gregorio IX.
Durante la Crociata contro Federico II, Pelagio è a capo della roccaforte di Montecassino, espugnata nel 1229 all'abate Landolfo Sinibaldo e alle truppe di Enrico di Morra, quando il fronte papale si sfalda a seguito del rientro dell'Imperatore dalla Terrasanta. A Montecassino, le truppe papali vengono assediate da quelle imperiali, opponendo una strenua resistenza sotto la guida dal fanatico legato papale. Ma a ottobre anche loro si arrendono, come tutte le altre truppe papali che si erano ritirate rapidamente all'arrivo degli imperiali. I difensori di Montecassino ricevono l'onore delle armi dopo l'ingresso di Federico II nella città e Pelagio rimase prigioniero fino a quando il cardinale legato Tommaso da Capua non ottiene la sua liberazione durante le trattative per la Pace di San Germano.
Pelagio muore di malattia a Montecassino il 30 gennaio 1230. L'ultima bolla pontificale da lui firmata è datata al 26 gennaio 1230.